# Schwarzsee (Tyrolen, Zemmbach)
Schwarzsee eller Schwarzensee är en sjö i Österrike.   Den ligger i förbundslandet Tyrolen, i den västra delen av landet, 400 km väster om huvudstaden Wien. Schwarzsee ligger 2 472 meter över havet. Den högsta punkten i närheten är Ochsner, 3 107 meter över havet, 1,1 km väster om Schwarzsee.
Trakten runt Schwarzsee består i huvudsak av gräsmarker. Runt Schwarzsee är det ganska glesbefolkat, med 29 invånare per kvadratkilometer.